# Hollandklasse (OPV)

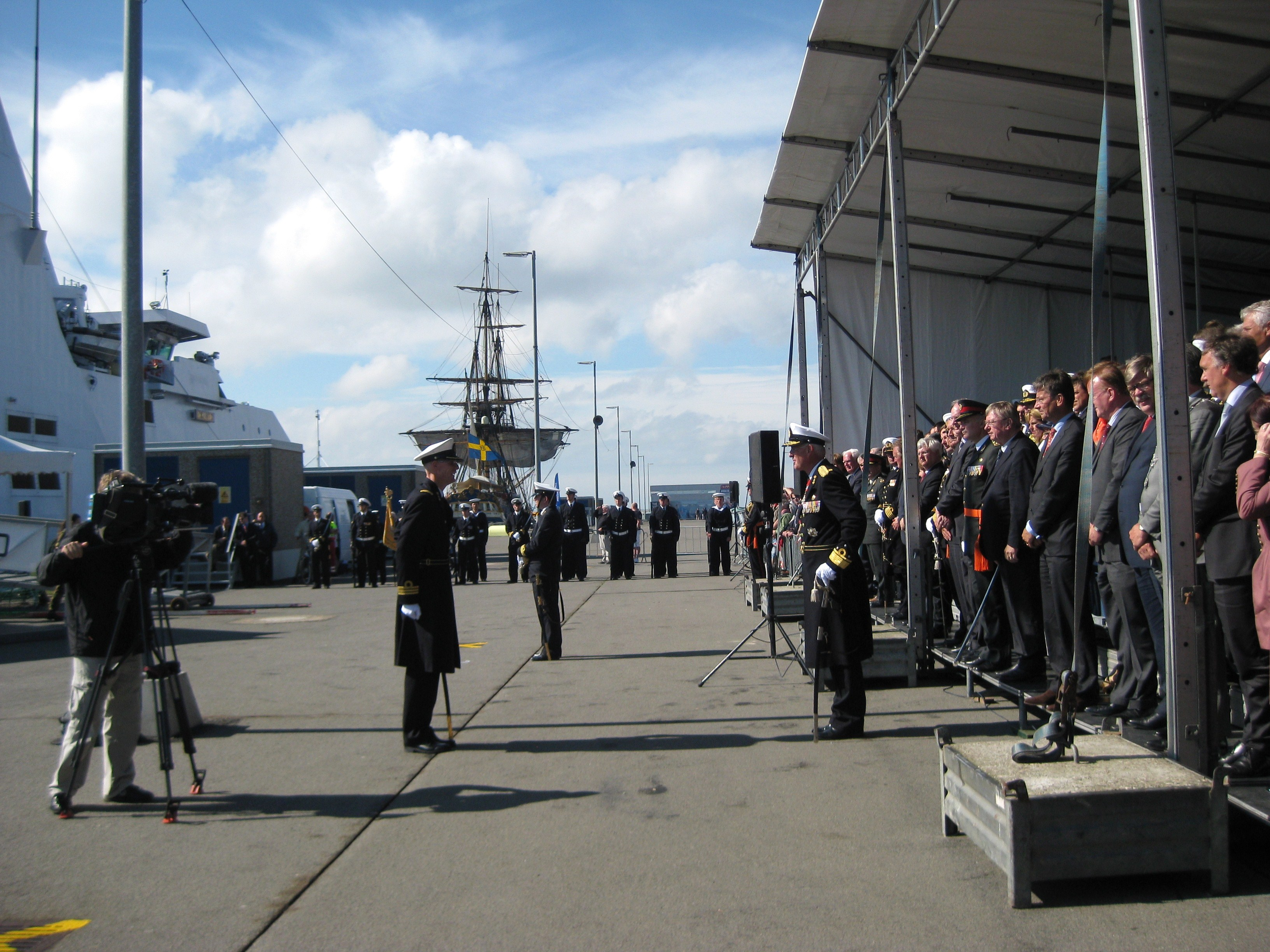
Ceremonie bij de indienststelling van Hr.Ms. Holland op 6 juli 2012. Rechts viceadmiraal Matthieu Borsboom

De Hollandklasse is een serie van vier patrouilleschepen van de Koninklijke Marine. Het zijn OPV's, wat staat voor Ocean Patrol Vessels, Oceangoing Patrol Vessels of Offshore Patrol Vessels.

## Naamgeving
De OPV's zijn vernoemd naar de vier Nederlandse kustprovincies. Dit werd bekendgemaakt bij de kiellegging van het eerste schip, de Holland, op 8 december 2008 in Vlissingen. Op de Marinedagen in 2012 werd de Holland in dienst gesteld bij de Koninklijke Marine en werd het schip officieel "Hr. Ms. Holland" genoemd.
| Naamsein | Naam              | Kiellegging | Gedoopt    | In dienst  |
| -------- | ----------------- | ----------- | ---------- | ---------- |
| P840     | Zr. Ms. Holland   | 08-12-2008  | 02-02-2010 | 06-07-2012 |
| P841     | Zr. Ms. Zeeland   | 21-09-2009  | 20-11-2010 | 23-08-2013 |
| P842     | Zr. Ms. Friesland | 26-11-2009  | 04-11-2010 | 22-01-2013 |
| P843     | Zr. Ms. Groningen | 09-04-2010  | 21-04-2011 | 29-11-2013 |

## Achtergrond
De Tweede Kamer drong aan om korvetten te bouwen als aanvulling óp of ter vervanging van fregatten van de Koninklijke Marine, vooral met als doel werkgelegenheid en productiecapaciteit bij de werf De Schelde in Vlissingen te verzekeren. De minister van defensie heeft de Tweede Kamer daarover tweemaal gerapporteerd.
Al eerder voerde het instituut Clingendael, in opdracht van het platform Nederlandse Marinebouw Cluster (NMC), een onderzoek uit naar de gewenste toekomstige samenstelling van de Nederlandse marine. Het rapport daarvan verscheen in april 2004. Hierin werd onder andere de aanschaf bepleit van een aantal Lange Afstand Patrouilleschepen (LAP), voor missies laag in het geweldsspectrum, zoals rechtshandhaving en humanitaire taken.
In de Grote Oppervlakteschepen Studie Koninklijke Marine (GOSKM), van eind 2004, werd in grote lijnen het ontwerp en de mogelijkheden geschetst van vier typen korvetten (het U, S+, S en K-type). Het door Clingendael voorgestelde LAP bevond zich tussen het S+ en S-type korvet. Geconcludeerd werd dat de marine met het toenmalige aantal van 10 fregatten alle taken kon uitvoeren en er geen behoefte was aan korvetten.
In het najaar van 2005 (Marinestudie 2005) volgde een nieuwe studie, waarin de bouw bepleit werd van vier zeegaande patrouilleschepen voor kustwachttaken in het Caraïbisch gebied en op de Noordzee. Hoewel de benaming korvet vermeden is, gaat het in grote lijnen om een met het S-  en K-type vergelijkbaar vaartuig.
Andere onderdelen uit de Marinestudie 2005 waren de bouw van een Joint Logistiek Ondersteuningsschip (JLOS) ter vervanging van het bevoorradingsschip Zuiderkruis, de aanschaf van 30 kruisraketten én de aanschaf van nieuwe sonarapparatuur voor de onderzeeboten en de overblijvende fregatten van de Karel Doormanklasse. Dit hele pakket werd gefinancierd door de verkoop van 4 fregatten van de Karel Doormanklasse.
Om de bouwkosten te drukken werden rompdelen van het eerste en tweede schip en het volledige derde en vierde schip bij Damen Shipyards Galati gebouwd. Bij Damen Schelde Naval Shipbuilding te Vlissingen vond de afbouw van deze laatste twee schepen plaats.

## Taken
De OPV's worden vooral ingezet bij taken in het zogenaamde lage geweldsspectrum, zoals inzet in het Caraïbisch Gebied en als wachtschip op de Noordzee. Ook deelname in internationale taakgroepen of optreden tegen piraterij behoren tot de mogelijkheden. Ook moet inzet in noodsituaties mogelijk zijn: het schip kan containers met hulpgoederen meevoeren en 100 evacués gedurende drie dagen aan boord nemen en onderhouden.

## Ontwerp

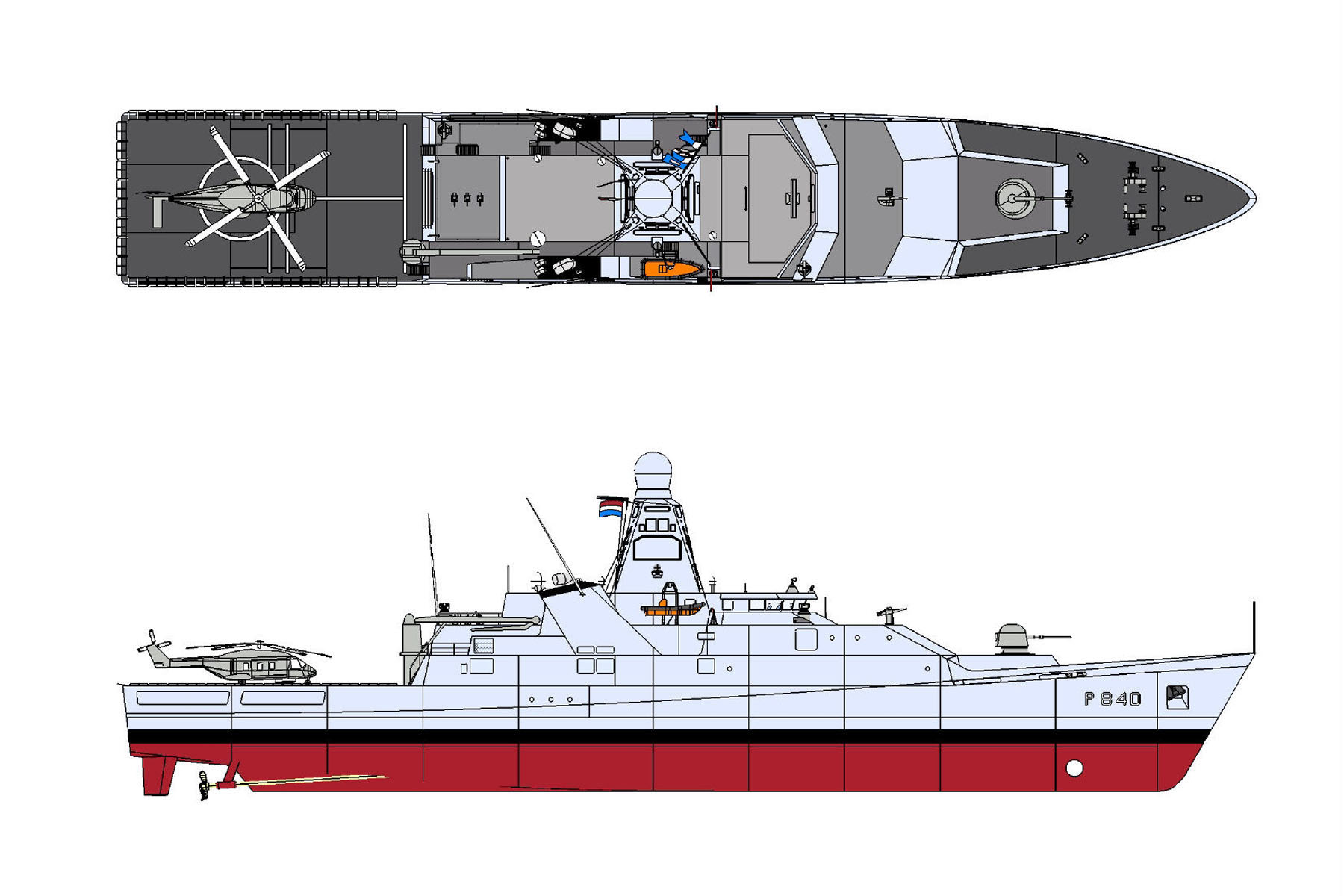
Modeltekening van de Hollandklasse

Uitgangspunt is dat de patrouilleschepen overal ter wereld kunnen optreden en een langdurig en comfortabel verblijf voor de bemanning mogelijk moeten maken.
Dit heeft geleid tot een groot en relatief breed scheepsplatform voor goede zeegang en stabiliteit. Een hoge snelheid is voor de meeste uit te voeren patrouilletaken niet noodzakelijk, iets sneller dan het gemiddelde koopvaardijschip werd voldoende geacht. De installatie van (dure) gasturbines is derhalve niet nodig en met uitsluitend diesels als voortstuwing wordt zuinig met de brandstof omgegaan en is een grote actieradius mogelijk. Desondanks is de ontwerpsnelheid (22 knopen) voldoende om in eskaderverband met andere schepen op te treden.
Hoewel voor het uitvoeren van de meeste patrouilletaken volstaan kan worden met een eenvoudiger scheepsontwerp is bij het ontwerp gevolg gegeven aan de wens van de Tweede Kamer de schepen te doen fungeren als platform voor innovatieve technieken. Het uiterlijk is, net als bij moderne fregatten, tamelijk stealthy, voor een verminderde radarreflectie. Het sensorenpakket is voor een schip in dit segment zonder meer stevig te noemen en omvat de laatste ontwikkelingen op dit terrein.
Er is aandacht geschonken aan voldoende overlevingskans in geweldssituaties, zoals incasseringsvermogen van het schip en de aanwezigheid van een gascitadel erin. Omdat het bereiken van een hoge snelheid geen eis was kon bij de bouw volstaan worden met goedkoper staal. Dit heeft een geringere treksterkte en is zwaarder dan het staal dat voor fregatten gebruikt wordt. Het is echter wel dikker en daardoor beter bestand tegen inslag van wapens van klein kaliber. OPV's en aanverwante vaartuigen zijn, naast de staalkeuze, door verbeterde interne draadloze communicatiemiddelen beter dan de fregatten bestand tegen de inzet van middelen die kenmerkend zijn voor asymmetrische oorlogsvoering.

## Sensoren
De OPV's vallen vooral op door de door Thales geleverde geïntegreerde mast waarin vrijwel alle sensorsystemen zijn ondergebracht. Hierin bevinden zich een Thales Sea Master 400 (SMILE) luchtwaarschuwingsradar, een Thales Sea Watcher 100 (SeaStar) oppervlaktewaarschuwingsradar en een Thales GateKeeper infrarood/elektro-optisch waarschuwingssysteem. De Gatekeeper is een nieuw product en gebruikt HD camera's om onder andere periscopen en duikers in zee op korte afstand waar te nemen. In de top van de mast bevindt zich verder nog een antenne voor satellietcommunicatie. Op de hoekpunten van de piramide-vorm zijn antennes aangebracht voor de (militaire) UHF- en VHF radiobanden. De schepen kunnen waarnemingen doen tot op 140 zeemijlen afstand. De Hollandklasse bleek tijdens een oefening, een beter luchtbeeld op te bouwen dan een Type 45-torpedobootjager, die gespecialiseerd is in luchtverdediging.

## Bewapening
Op grond van hun grootte en sensorsuite zijn de OPV's te vergelijken met korvetten en fregatten. Hun relatief lichte bewapening past echter niet bij die kwalificatie.
Een kanon (Oto Melara 76 mm) is adequaat bij de inzet tegen smokkelschepen (zoals onderschepping van drugtransporten met snelle speedboten in het Caraïbisch Gebied). Als aanvulling daarop zijn nog een snelvuurkanon van 30 mm (Oto Melara Marlin) en 2 machinegeweren van 12,7 mm (Oto Melara Hitrole) voorzien. Deze zijn allemaal op afstand vanuit de centrale bedienbaar. Voor non-lethal bescherming en brandbestrijding worden twee waterkanonnen gevoerd. Daarnaast zijn er zes stellingen voor handbediende FN MAG-7,62mm-machinegeweren.
Voor het onderscheppen van snelle speedboten (die immers sneller zijn dan het OPV) worden twee zogenaamde FRISC's (kleine vaartuigen) meegevoerd, die een snelheid van ruim 40 knopen halen. Eén daarvan wordt meegevoerd in davits, de ander in een klein dok (een slipway) op het achterschip (onder het helidek). De schepen krijgen een Combat Management System (CMS) van CAMS-Force Vision.
Hoewel er voldoende ruimte en gewichtsreserve is voor uitbreidingen is er bij de bouw geen rekening gehouden met het aanklikken van extra wapenmodules (het treffen van diverse voorzieningen of het zogenaamde provisions for). Het ontbreken van een adequaat luchtafweersysteem voorkomt bij voorbaat inzet in risicogebieden. Gesteld is dat met het Italiaanse Davide/DART-systeem daarin is te voorzien. Begin 2021 is bekend geworden dat dat voor o.a. de nieuw te bestellen fregatten geleide munitie zal worden aangeschaft. Of deze ook ter beschikking worden gesteld voor kanonnen van de Holland Klasse is niet bekend. Een andere mogelijkheid is het Marlinkanon te voorzien van Mistralraketten Eventueel kunnen ingescheepte mariniers met draagbare Stingerraketten een beperkte bescherming leveren.

## Helikopter

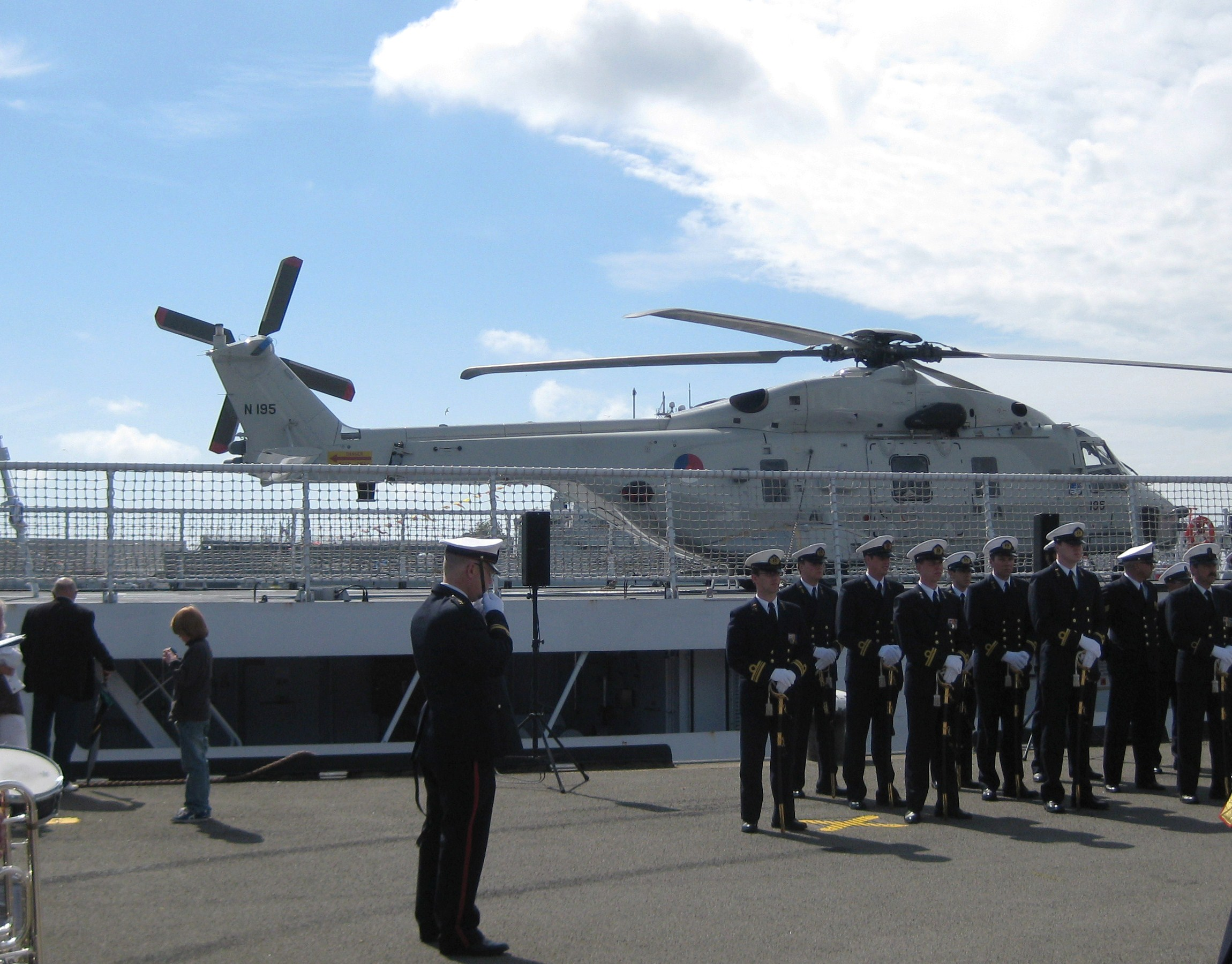
NH90 NFH op Zr. Ms. Holland

Door de afwezigheid van geleide wapens (lucht- en zeedoelraketten) vormt de boordhelikopter een belangrijk onderdeel van het wapen- en sensorensysteem. Met sonar en boordradar kan de helikopter waarnemingen doen voorbij de radarhorizon van het OPV. Wanneer de helikopter uitgerust is met doelzoekende torpedo's is inzet in een hoger geweldspectrum mogelijk.
De hangar heeft ruimte voor een boordhelikopter van het type NH90 NFH. Onder het helikopterdek kunnen enkele containers met hulpgoederen geplaatst worden. Een lift daarvoor is aanwezig.

## Bemanning
Door verregaande automatisering kunnen de schepen toe met 50 bemanningsleden. Er is daarnaast accommodatie voor 40 opstappers: een helikopterdetachement, een peloton mariniers of een enterploeg.

## Kosten
Het project is begroot op 529,6 miljoen euro.

## Bouw
Het contract voor de bouw werd getekend op 20 december 2007. De schepen werden gebouwd in de periode 2008-2012, oplevering was voorzien tussen 2011 en 2013. Alle vier zijn inmiddels in dienst gesteld.